# FOX體育台
FOX體育台，原名ESPN卫星体育（ESPN Star Sports），是福斯國際電視網旗下於亞洲地區營運的體育家族頻道，因迪士尼集團在2012年7月將亞洲ESPN频道所有股權售予福斯娛樂集團，翌年亚洲ESPN频道改名為FOX體育台（中國大陸、南亞地區除外），播出的節目及原本頻道號碼未因為改名而更改。2019年3月迪士尼併購了二十一世紀福斯大部分的子公司，其中也包括東南亞FOX體育台系列頻道所隸屬的福斯傳媒集團，因此原名為ESPN衛視體育台的FOX體育台又重返迪士尼旗下。

## 历史
現今有：
- FOX Sports：台灣稱為FOX體育台（原ESPN衛視體育台），現已停播。
- FOX Sports 2：台灣稱為FOX體育二台，是福斯國際電視網旗下的體育家族頻道「FOX體育台」的子台，由衛視體育台的東南亞、台灣及香港分台改名而來。(所有地區版本則有提供高畫質及標準畫質雙路訊號。) ，現已停播。
- FOX Sports 3：台灣稱為FOX體育三台，是福斯國際電視網旗下的體育家族頻道「FOX體育台」的子台，前身為ESPN HD及FOX高畫質體育台（FOX Sports Plus，2013年1月28日改名），現已停播。
- FOX Sports News：體育新聞台，現已停播。

台灣版本因頻道定位及節目授權問題，分成基本頻道的FOX體育台和FOX體育二台，和供有線電視進階頻道區塊及中華電信MOD播出的FOX體育三台。在FOX體育台尚未升級為高畫質前，FOX體育三台也做為FOX體育台及FOX體育二台的高畫質同步播出頻道。2015年7月22日起FOX體育台和FOX體育二台改為16:9播出，而FOX體育台於2016年8月1日起升級HD高畫質播出，FOX體育二台也於2018年陸續升級HD高畫質播出。至今FOX體育三台仍於部分時段和FOX體育台及FOX體育二台同步播出。
而其他地區的三個子頻道皆有提供高畫質及標準畫質雙路訊號，並各有主題且各自分流。
2020年3月31日，亞洲區的英文官網併入ESPN亞洲版網站。
2020年9月18日，母公司華特迪士尼有意停止福斯傳媒於亞太地區所有體育頻道事業的經營，因此傳出台灣FOX體育台將在該年底結束營運，公關部經理羅嵐表示尚無法對外做詳細說明。
2020年10月21日，台灣FOX體育台官方網站宣布，FOX體育台、FOX體育二台及FOX體育三台將於2021年1月1日起在台灣地區終止營運，旗下的中文網站及社交媒體帳號也將同時停止更新。其他地區仍維持正常播出。
2021年4月27日，迪士尼宣布于同年10月1日在亚洲其他地區停播FOX體育台，包括中国大陆播出的卫视体育1、2台。然而，截至2023年6月26日，面向中国大陆及韩国播出的卫视体育台东亚版仍在播出，并没有停播。

## 中華職棒轉播
2014年8月5日中華職棒統一獅隊宣佈與FOX體育台達成主場賽事轉播服務協議，於2014年8月6日起開始轉播，約1週後Lamigo桃猿也宣佈將主場賽事轉播服務交由FOX體育台轉播，也繼2005年與中華職棒興農牛隊達成轉播協議（以ESPN的名義）卻僅播出2場後，再度投入轉播中華職棒。但2017年和2019年分別和Lamigo桃猿和統一獅合約到期後均不再續約，從此退出中華職棒的轉播。

## 台灣主要轉播賽事
- 臺灣 - 中華職業棒球大聯盟（CPBL）
  - Lamigo桃猿主場賽事(2014年8月~2016年10月)
  - 統一獅主場賽事(2014年8月~2018)
- 臺灣 - 亞洲冬季棒球聯盟(2015~2016 2018)
- 臺灣 - 超級籃球聯賽（SBL）(2013~2014)
- 臺灣 - 台灣電子競技聯盟(TeSL)(2015~2016)
- 臺灣 - 國中籃球聯賽（JHBL）(2014~2020)
- 臺灣 - 高中籃球聯賽（HBL）(2014~2020)
- 臺灣 - 大專校院籃球運動聯賽（UBA）(2015~2020)
- 臺灣 - 企業排球聯賽(2017~2020)
- 臺灣 -FIBA 國際籃球賽事(2013~2017)
- 臺灣 - 企業女子壘球聯賽(2017~2020)
- 日本 - 日本職棒（NPB）(2014~2020)
- 美国 - 美國職棒大聯盟（MLB）(2013~2020)
- 美国 - 國家籃球協會（NBA）(2013~2016)
- - 澳洲網球公開賽
- 法國 - 法國網球公開賽
- 英国 - 溫布頓網球錦標賽
- 美国 - 美國網球公開賽
- 德国 -- 德国足球甲级联赛 (2015~2020)
- 世界摩托車錦標賽
- 一級方程式錦標賽

## 前主播

### 台灣
- 王博麟（MOMOTV節目球場第一排主持人、第一排文創有限公司執行長）
- 黃奕傑、石屹軒（現DAZN主播）
- 卓君澤
- 董覲僑（現寰宇新聞台主播）
- 鄧國雄（現法斯博體育傳播主播）
- 常富寧（現DAZN特約主播）
- 田鴻魁（現華視美國職棒、MOMOTV與東森新聞特約主播）
- 林恩沛（現MOMOTV體育主播）
- 許乃仁
- 陳亞理（現華視美國職棒與東森新聞特約主播）
- 錢韋成（現職籃台鋼獵鷹隊總經理）
- 林煒珽（現DAZN與愛爾達電視特約主播）
- 俞聖律（現三立新聞台體育記者）
- 陳宏宜（轉任twitch中信兄弟頻道主播）
- 侯以理
- 李秉昇（現緯來體育台美國職棒轉播主播）
- 林奕雯（現華視新聞主播）
- （回鍋愛爾達電視主播）
- 楊政典（現博斯運動頻道特約主播）
- 康小玲
- 詹可旬

## 外部連結
- FOX體育台在台灣棒球維基館上的頁面（繁體中文）